# Titlington
Titlington är en ort i civil parish Hedgeley, i grevskapet Northumberland i England. Orten är belägen 10 km från Alnwick. Titlington var en civil parish 1866–1955 när det uppgick i Hedgeley. Civil parish hade 37 invånare år 1951.